# Italo-islandesi
Si definiscono italo-islandesi quei cittadini islandesi di origini italiane o discendenti di italiani.

## Storia
Tralasciando una probabile presenza romana (vedi monete e vasellame romano del III secolo d.C. ritrovate sull'isola) e le probabili visite dei fratelli veneziani Niccolò e Antonio Zen (italianizzato Zeno), di  Cristoforo Colombo (vedi Dizionario biografico degli Italiani) e di altre personalità (probabilmente inviati dalla famiglia lucchese degli Squarcialupi, che aveva il monopolio - gestito da Anversa - della riscossione tra Groenlandia e Islanda della decima pontificia), i primi sicuri arrivi di italiani in Islanda risalgono al XIX secolo, con i primi missionari cattolici e i primi stabili contatti economici diretti (commercio del merluzzo).
Nel 1933 passò di qui il ministro dell'Italia fascista Italo Balbo diretto a Chicago con un centinaio di militari avieri durante la crociera aerea del Decennale, evento che ancora oggi viene ricordato da molti islandesi.

## Attualità
Nel 2007, secondo le statistiche del governo islandese, gli Italiani d'Islanda erano 250. 

Si tratta per lo più di persone che sono giunte nel paese dopo il 1989. 

Tra di loro i più famosi sono stati i musicisti e i cantanti, in particolare Vinzenz Maria Demetz de Feur, ladino della Val Gardena giunto sull'isola nord-atlantica nel secondo dopoguerra proveniente dalla Germania e che fino quasi alla morte ha formato generazioni di cantanti islandesi, Leone Tinganelli, napoletano. Nel novembre 2022 René Biasone è stato il primo cittadino italiano a ricoprire il ruolo di deputato .

Anche tra i discendenti degli italiani d'Islanda ce ne sono ormai di famosi, come Emilíana Torrini, e autorevoli, come Róbert Ragnar Spanó, avvocato, professore di diritto, titolare del prestigioso ufficio dell'ombudsman dell'Althing (parlamento islandese) e dal 18 maggio 2020 Presidente della Corte europea dei diritti dell'uomo.

Dal 1996 hanno una loro associazione denominata Italiazzurra, che nel 2010 ha preso il nome di Associazione Italiana d'Islanda, che opera insieme al Lettorato ministeriale presso l'Università d'Islanda (fondato nel 1995) e all'Associazione dei Docenti d'Italiano in Islanda nella promozione della lingua e cultura italiana (per esempio con una scuola d'italiano che - con il contributo del Ministero degli esteri italiano - viene organizzata al sabato per i bambini italiani del paese). Dal 2001 esiste anche un periodico italiano denominato Gazzettino d'Islanda, la cui uscita è però alquanto irregolare. Ad esso si aggiunge dal 2005 la rivista scientifica Nordicum-Mediterraneum (http://nome.unak.is), pubblicata dalla Háskólinn á Akureyri (http://www.unak.is) e diretta da due docenti universitari italiani residenti in Islanda, il cui scopo principale consiste nella promozione e nello studio degli scambi culturali tra l'Islanda e l'Italia. I servizi di ambasciata, consolato ed istituto di cultura fanno capo ad Oslo.

La sede della comunità italiana d'Islanda è a Kópavogur.

## La condizione degli immigrati italiani in Islanda
In generale la condizione degli immigrati italiani nel paese è buona. L'Islanda ha una politica di accoglienza di sostegno agli immigrati. La legge islandese garantisce a chiunque sia di madre lingua diversa dall'islandese il diritto ad avvalersi di un interprete nei rapporti con le istituzioni (dalla visita medica alla riunione sindacale, dai rapporti con la polizia a quelli con i tribunali). Ciò che alcuni immigrati lamentano è il fatto che lo Stato islandese potrebbe far di più per il plurilinguismo e la valorizzazione degli idiomi immigrati come l'italiano. Più specifico degli immigrati italiani è il problema del riconoscimento di alcune lauree italiane, soprattutto quelle organizzate secondo il "vecchio ordinamento" (pre Riforma di Bologna del "tre più due") su cui mancano nel paese adeguate informazioni (con casi di diverso trattamento da parte dei funzionari addetti al riconoscimento dei titoli italiani in Islanda). 
Roberto Luigi Pagani ha raccolto la sua esperienza di emigrato italiano in Islanda nel libro Un italiano in Islanda e nell'omonimo blog. 